# 馬喰横山駅
馬喰横山駅（ばくろよこやまえき）は、東京都中央区日本橋横山町にある、東京都交通局（都営地下鉄）新宿線の駅である。
駅番号はS 09。馬喰駅務管区の所在駅である。

## 接続駅
連絡通路を経由して、以下の路線への乗り換えが可能である。
- 東京都交通局（都営地下鉄）
  -  都営浅草線（東日本橋駅） - 共に都営地下鉄の駅であるが、改札外を経由する必要がある。自動改札機はピンク色のものとオレンジ色のものの2種類が別々に設置されており、磁気きっぷの乗客の乗り換えには後者を使用する。なお、定期券・PASMO・Suicaはどちらの改札機でも乗り換えが可能である。

- 東日本旅客鉄道（JR東日本）
  -  総武快速線（馬喰町駅） - 岩本町方に乗り換え専用改札がある。改札業務は東京都交通局が行っている。

## 歴史
- 1978年（昭和53年）12月21日：開業。浅草線東日本橋駅・国鉄（現・JR東日本）総武快速線馬喰町駅と3駅同時乗り換え業務を開始。
- 1997年（平成9年）12月24日：急行停車駅となる。
- 2007年（平成19年）3月18日：ICカード「PASMO」の利用が可能となる[2]。
- 2015年（平成27年）4月1日：東日本橋駅が新橋駅務管理所新橋駅務区から馬喰駅務管理所馬喰駅務区の傘下となる。
- 2016年（平成28年）4月1日：馬喰駅務管理所が馬喰駅務管区に改組。新橋駅務管理所新橋駅務区は馬喰駅務管区馬喰駅務区に移管される。

### 駅名の由来
隣接する付近の2つの地名、「日本橋馬喰町」と「日本橋横山町」に由来する。

## 駅構造
中柱のある相対式ホーム2面2線の地下駅。改札口は地下1階と地下3階（馬喰町駅に連絡）、ホームは地下2階にある。
馬喰駅務管区の所在駅であり、馬喰駅務区として新宿線浜町駅 - 東大島駅間および浅草線新橋駅 - 東日本橋駅間を、本八幡駅務区として船堀駅 - 本八幡駅間を管理している。
駅構内には定期券発売所（東京都営交通協力会委託）、メルシー馬喰横山店がある。

### のりば
| 番線 | 路線       | 行先              |
| ---- | ---------- | ----------------- |
| 1    | 都営新宿線 | 新宿・ 京王線方面 |
| 2    | 都営新宿線 | 本八幡方面        |

（出典：都営地下鉄:駅構内図）

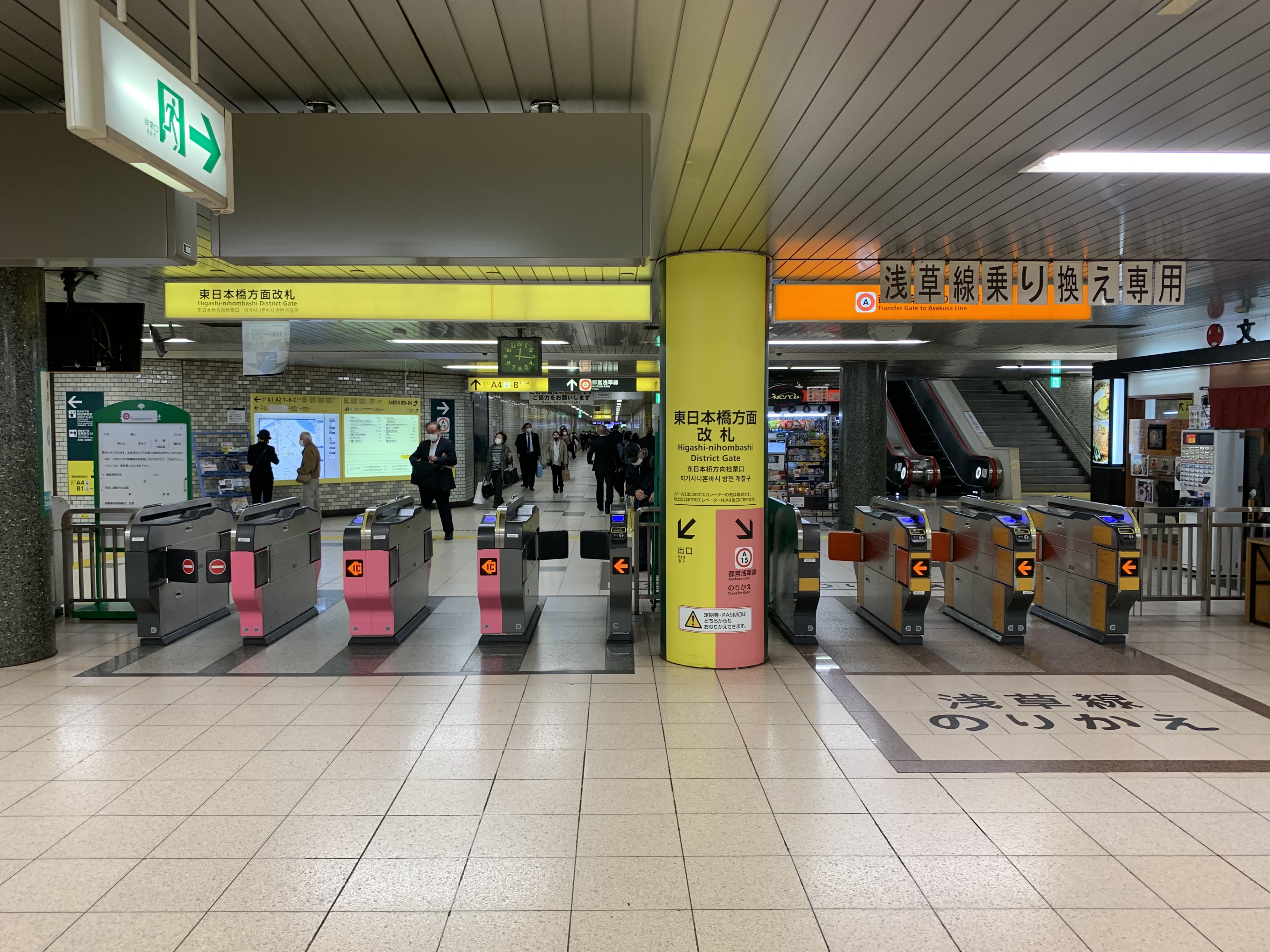
東日本橋方面改札（2020年11月）
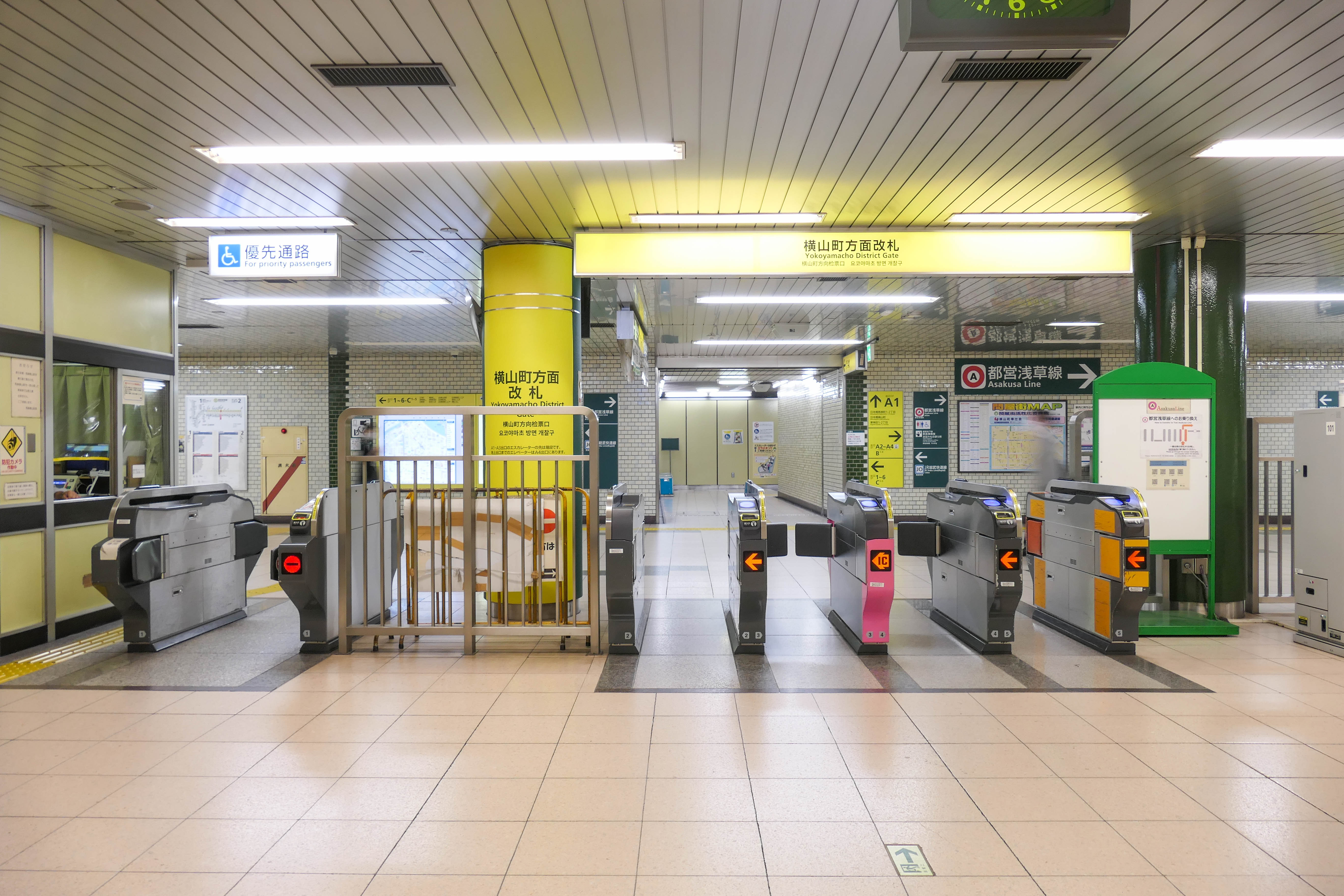
横山町方面改札（2022年11月）
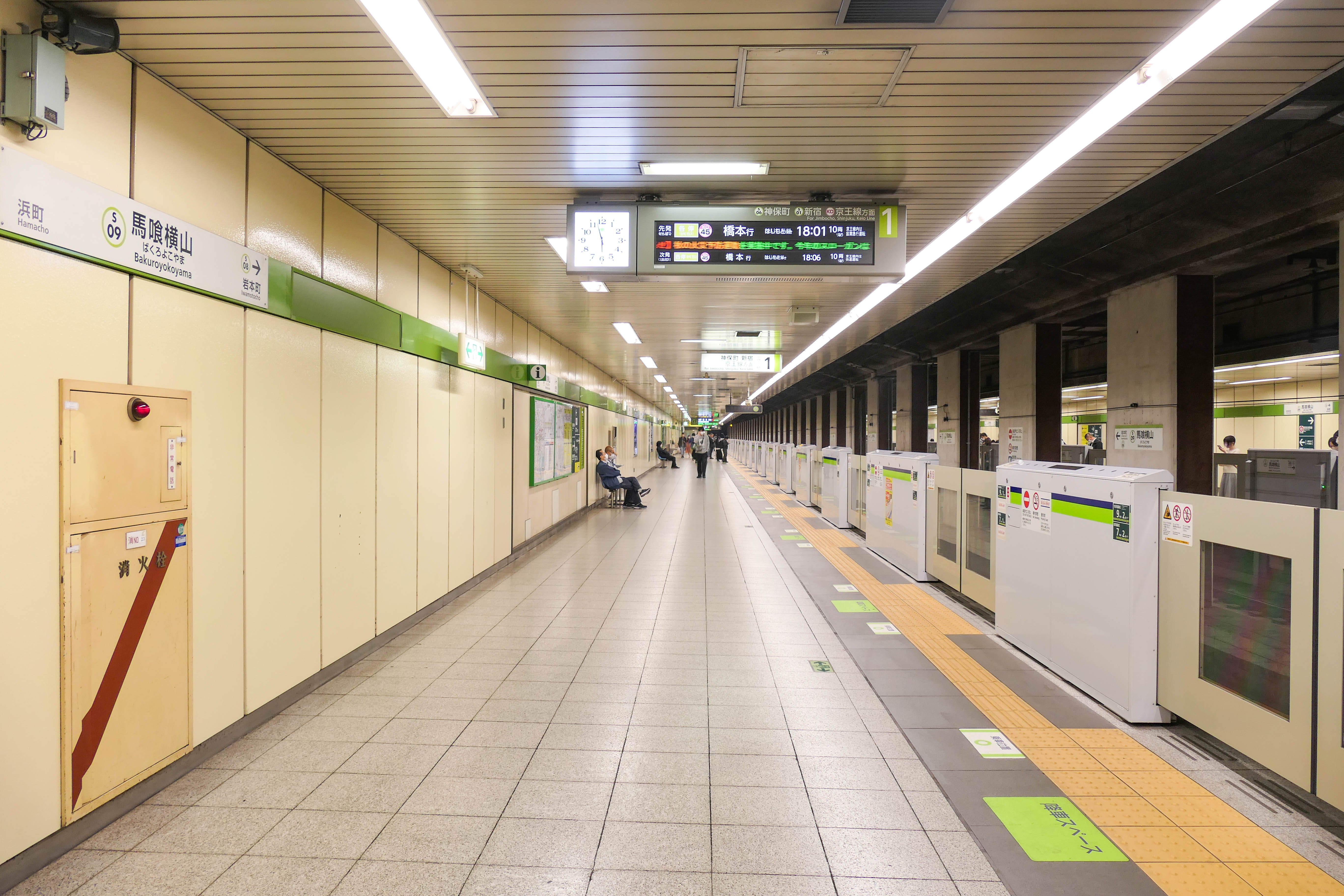
1番線ホーム（2022年11月）
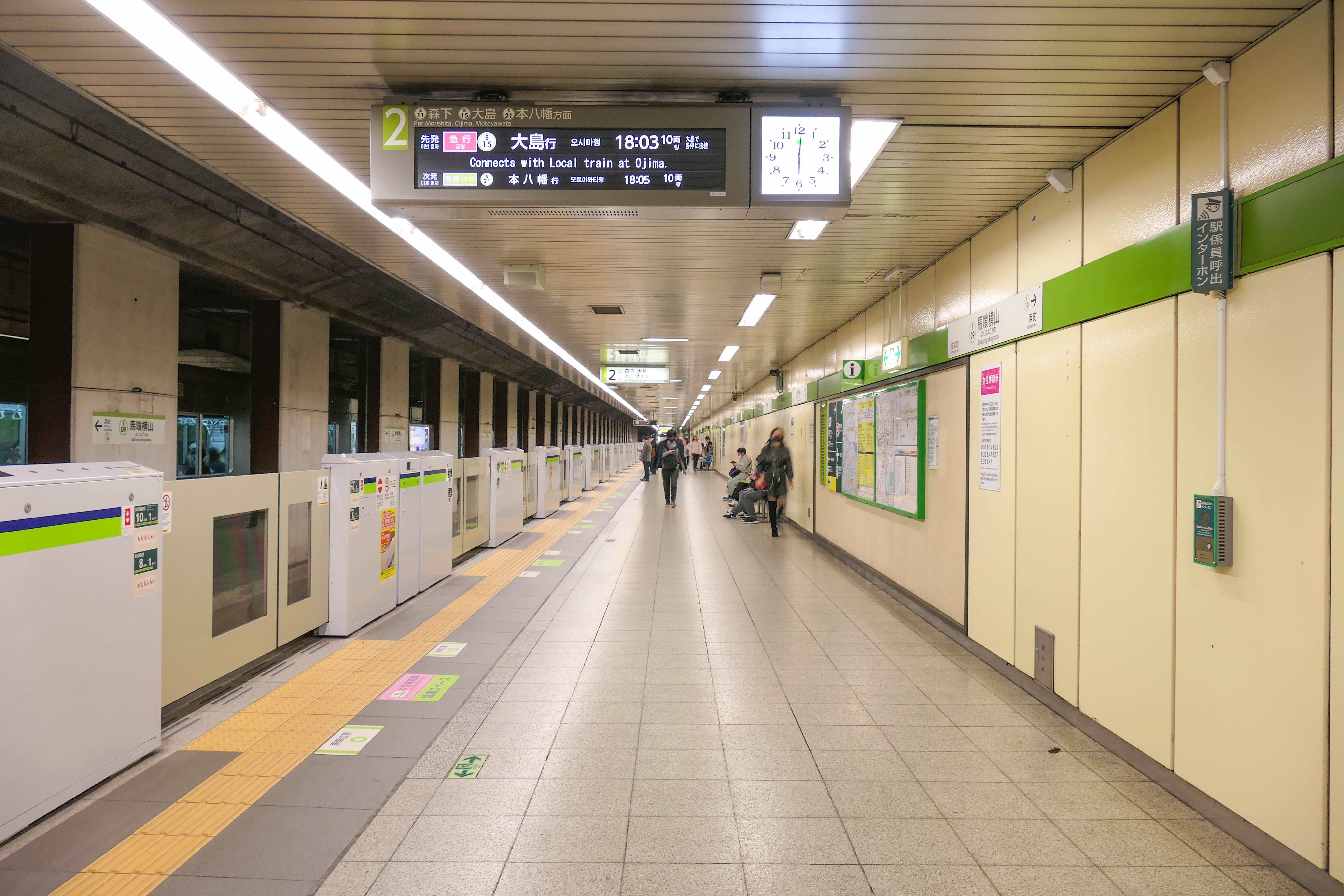
2番線ホーム（2022年11月）

## 利用状況
2023年（令和5年）度の1日平均乗降人員は106,131人（乗車人員：53,142人、降車人員：52,989人）である。新宿線内では新宿駅、神保町駅に次ぐ第3位。
各年度の1日平均乗降・乗車人員数の推移は下表の通り。
- 1991年度までと1995年度から2005年度までの乗車人員は、浅草線との乗換人員を含まない値である。

各年度の1日平均乗降・乗車人員数の推移は下表の通り。
| 年度               | 1日平均 乗降人員 | 1日平均 乗車人員 | 出典     |
| ------------------ | ---------------- | ---------------- | -------- |
| 1990年（平成02年） |                  | 22,592           | [ * 1 ]  |
| 1991年（平成03年） |                  | 23,929           | [ * 2 ]  |
| 1992年（平成04年） |                  | 47,096           | [ * 3 ]  |
| 1993年（平成05年） |                  | 51,186           | [ * 4 ]  |
| 1994年（平成06年） |                  | 50,745           | [ * 5 ]  |
| 1995年（平成07年） |                  | 22,866           | [ * 6 ]  |
| 1996年（平成08年） |                  | 22,271           | [ * 7 ]  |
| 1997年（平成09年） |                  | 22,515           | [ * 8 ]  |
| 1998年（平成10年） |                  | 23,773           | [ * 9 ]  |
| 1999年（平成11年） |                  | 23,306           | [ * 10 ] |
| 2000年（平成12年） |                  | 23,238           | [ * 11 ] |
| 2001年（平成13年） |                  | 23,458           | [ * 12 ] |
| 2002年（平成14年） |                  | 23,981           | [ * 13 ] |
| 2003年（平成15年） | 96,592           | 23,637           | [ * 14 ] |
| 2004年（平成16年） | 93,619           | 23,512           | [ * 15 ] |
| 2005年（平成17年） | 93,671           | 23,951           | [ * 16 ] |
| 2006年（平成18年） | 96,003           | 48,200           | [ * 17 ] |
| 2007年（平成19年） | 102,169          | 50,993           | [ * 18 ] |
| 2008年（平成20年） | 105,364          | 52,384           | [ * 19 ] |
| 2009年（平成21年） | 105,939          | 52,566           | [ * 20 ] |
| 2010年（平成22年） | 106,049          | 52,730           | [ * 21 ] |
| 2011年（平成23年） | 104,361          | 51,949           | [ * 22 ] |
| 2012年（平成24年） | 106,029          | 52,959           | [ * 23 ] |
| 2013年（平成25年） | 107,955          | 53,845           | [ * 24 ] |
| 2014年（平成26年） | 108,190          | 53,974           | [ * 25 ] |
| 2015年（平成27年） | 110,016          | 54,938           | [ * 26 ] |
| 2016年（平成28年） | 111,877          | 55,839           | [ * 27 ] |
| 2017年（平成29年） | 115,517          | 57,653           | [ * 28 ] |
| 2018年（平成30年） | 117,738          | 58,942           | [ * 29 ] |
| 2019年（令和元年） | 118,024          | 59,103           | [ * 30 ] |
| 2020年（令和02年） | 82,627           | 41,200           |          |
| 2021年（令和03年） | 86,237           | 43.031           |          |
| 2022年（令和04年） | 96,253           | 48,129           |          |
| 2023年（令和05年） | 106,131          | 53,142           |          |

## 駅周辺
- 国道6号（江戸通り）
- 東京都道302号新宿両国線（靖国通り）
- 清洲橋通り
- 東日本橋三丁目郵便局
- オーケー日本橋久松町店
- フレスコ日本橋横山町店
- 東横INN日本橋馬喰町
- 中央区立日本橋中学校 - 徒歩6分

## バス路線
最寄りの停留所は「東日本橋駅前」「馬喰横山駅」「富沢町」である。
東日本橋駅前
- 都営バス
  - 秋26：葛西駅前行
    - 馬喰町周辺の清洲橋通りは東行一方通行のため、秋葉原駅前行は江戸通りを西へ数分の所にある小伝馬町停留所から利用する。
    - なお、1996年9月7日までは清杉通り上にも停留所が存在していたが、錦27（京成バスと共同運行）の箱崎町 - 両国駅間廃止に伴い、廃止・撤去された。

馬喰横山駅
- 日立自動車交通
  - 江戸バス（中央区コミュニティバス）北循環：中央区役所行

富沢町
- 日の丸自動車興業
  - メトロリンク日本橋Eライン：地下鉄水天宮前駅方面

## 隣の駅
東京都交通局（都営地下鉄）
 都営新宿線
■急行
神保町駅 (S 06) - 馬喰横山駅 (S 09) - 森下駅 (S 11)
■各駅停車
岩本町駅 (S 08) - 馬喰横山駅 (S 09) - 浜町駅 (S 10)